# Melissa P. (film)
Melissa P. è un film del 2005 diretto da Luca Guadagnino, tratto dal romanzo 100 colpi di spazzola prima di andare a dormire di Melissa Panarello.
Durante un'intervista del 2018, il regista ha rivelato che durante la post-produzione, gli venne tolto il montaggio finale. La versione del film arrivata in sala quindi non coincide con l'idea originale del regista.

## Trama
Melissa è una studentessa sedicenne siciliana, incerta e spaventata. La madre Daria, negoziante, nonostante sia sempre presente in casa, sembra, alla ragazza, più distante del padre ingegnere bloccato su una piattaforma petrolifera nell'Oceano Indiano. In casa, però, vive la nonna paterna Elvira che la capisce perfettamente divenendo sua complice.
Melissa da un anno ama disperatamente Daniele, suo compagno di scuola, non accorgendosi di Marco, un eccentrico compagno di classe che veglia su di lei come un angelo custode, ignorato dall'oggetto del suo amore. Melissa un giorno scopre il sesso. È proprio Daniele, il suo amato, a farglielo conoscere; l'esperienza però si rivela dolorosa e umiliante, molto lontana dalla tenerezza che aveva sempre immaginato. Per comprendere le motivazioni di questa delusione e capire cosa sia davvero il sesso Melissa comincia a cercare la sua identità attraverso esso e gli occhi degli uomini, registrando di volta in volta sul suo diario, che considera il suo migliore amico, non solo gli incontri con i vari uomini che conosce, ma anche i suoi dolori e le sue incertezze.
Il taciturno custode di un museo, Arnaldo, l'amico sadico e apparentemente disumano di Daniele e il frequentatore di una chat erotica dai gusti eccentrici e pericolosi sono solo alcuni degli uomini che incontra nel suo percorso. Questi uomini la considerano un giocattolo ma la sua sottomissione è solo apparente. Melissa stessa infatti pretende sesso da loro, nonostante il prezzo che di volta in volta paga, soprattutto quando il diario finisce nelle mani della sua amica fidata Manuela e poi di sua madre.

## Produzione
L'idea del film venne a Francesca Neri, nell'inedita veste di produttrice, sia perché rappresentava un probabile successo di pubblico, sia perché le ricordava il suo esordio. Neri ha inteso portare sullo schermo questo romanzo dalla trama assai esigua, ricco però di contenuti di esplicita natura sessuale. Nonostante l'assenza di nudi integrali, infatti, Maria Valverde è ritratta in diverse scene esplicite.
Il film ha incassato in Italia un totale di 6006000 € a fronte di un budget di 3400000 €.

## Colonna sonora
La colonna sonora del film, pubblicata il 12 dicembre 2005 è stata composta dal musicista spagnolo Lucio Godoy, con la presenza di due canzoni della cantante italiana Elisa. Il brano Swan è stato pubblicato come singolo.
1. Swan
2. Besame
3. Deception
4. Kano Dark Stripe
5. Arto Lindsay
6. Gym
7. First Time
8. Melissad
9. Lullaby
10. Bathtub
11. Rainbow
12. One Hundred Hits
13. Anything Else
14. Threesome
15. Cousteau's Zodiac
16. 1000 Commands
17. Five Boys
18. Aimer Est Mourir
19. Myself - Anyone
20. Melissa Confronts Cother
21. Mothe Hugs Melissa
22. Melissa & Marco
23. Going Insame
24. The Cliff

## Accoglienza

### Critica
- Melissa Panarello (o Melissa P.), l'autrice del libro 100 colpi di spazzola prima di andare a dormire, da cui è stato tratto il film, ha affermato di aver poco apprezzato la versione cinematografica della storia, trovandola molto diversa dalla sua e definendola banale[4].
- Secondo un'inchiesta fatta tra i lettori del mensile Ciak, Melissa P. fu il peggior film del 2005 insieme a Troppo belli[5].
- Il film contribuì a lanciare la carriera di María Valverde, spingendola come lei stessa ha dichiarato[6] a diventare un'attrice professionista.